# Kaatje van Ketnet
Kaatje van Ketnet is een programma op de kinder- en jongerenzender Ketnet van de VRT.

## Programma
Kaatje is een meisje dat samen met Eendje (haar favoriete knuffel), Kamiel (een dinosaurus) en Viktor (een astronaut die ook uitvindingen maakt, zoals de tureluur en de katoeter), spelletjes speelt maar ook leuke kinderliedjes zingt, verhaaltjes voorleest en grappige gedichtjes voordraagt.
Kaatje is de kleuter- en peuterversie van de populaire kinderen- en jongerenzender Ketnet van de VRT, maar het personage bestaat nog maar sinds 2008. In de herfstvakantie van 2009 is Viktor erbij gekomen.
Sinds 9 april 2011 werd er een nieuw programma van Kaatje uitgebracht, Kaatje Tralalaatjes, met telkens een leuk verhaaltje van een achttal minuten. Hier worden 2 nieuwe personages geïntroduceerd, Frits en Frats.
In mei 2013 openden de acteurs hun eigen zone in het Belgische pretpark Plopsaland De Panne. De zone telt twee attracties: Viktors Race en Kaatje zoekt Eendje, een winkeltje en een horecapuntje. Begin 2022 is de attractie geherthematiseerd naar de populaire Ketnet serie #LikeMe. De #LikeMe Coaster en Tik Tak maken deel uit van de Ketnet-zone.
Anno 2021 is Kaatje al enkele jaren de hoofdpersoon in Kaatjes Kameraadjes waarin ze via een beeldverbinding de hulp van "expert-kinderen", kameraadjes genoemd inroept als zij of een van de bijrollen iets niet weten.

## Uitzendingen

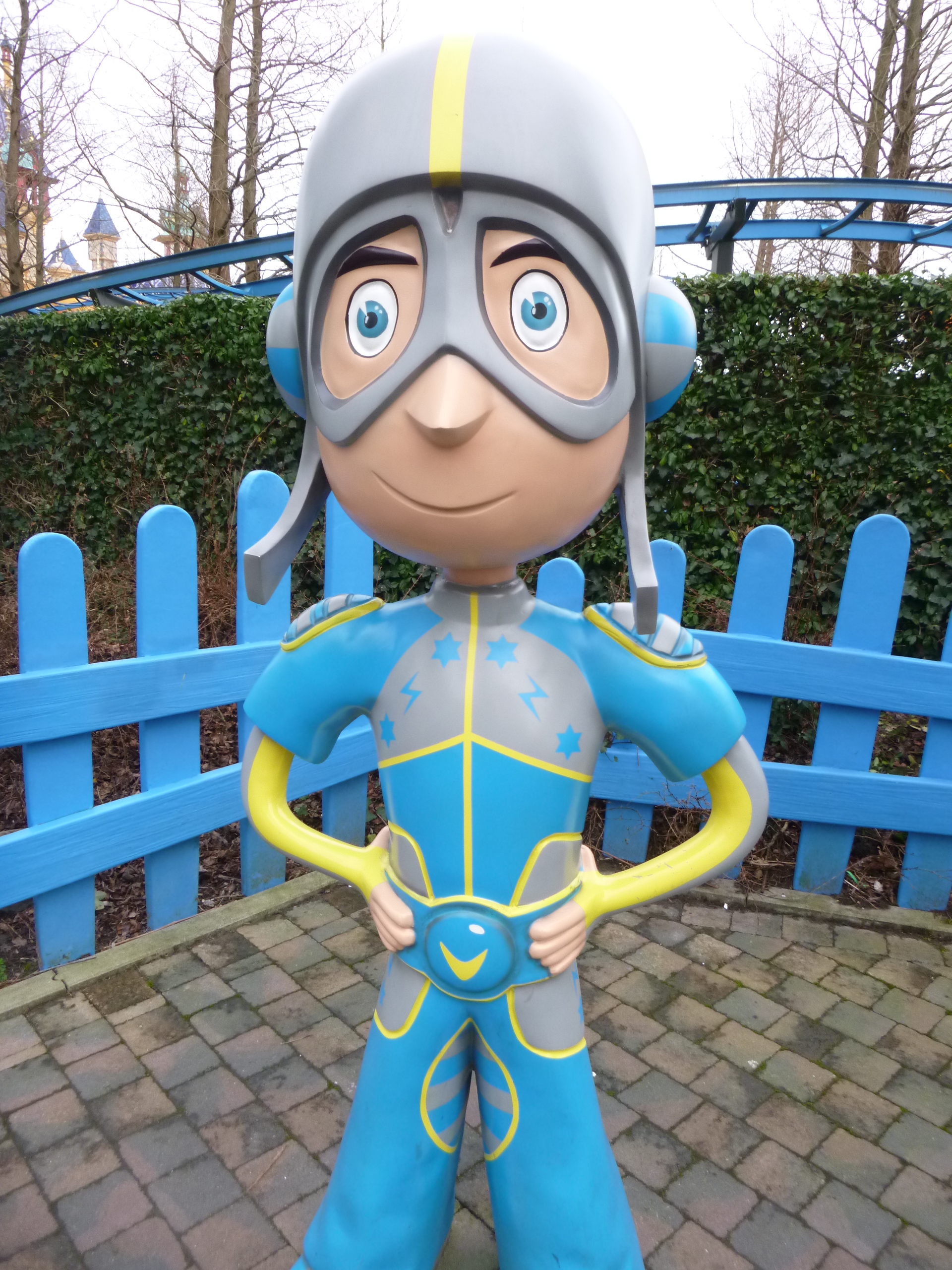
Viktor in Plopsaland

Op Ketnet zelf komt Ketnet Junior dagelijks van 6:00 uur tot 7:30 uur Op Ketnet.
Vanaf 10:00 uur wordt Ketnet Junior uitgezonden op VRT Canvas tot ongeveer 19:00 uur. Dit wordt soms onderbroken door sportwedstrijden op VRT Canvas onder de noemer Sporza.

## Acteurs
Kaatje wordt gespeeld door Sarah Vangeel en Kamiel oorspronkelijk door Patrick Maillard en Dirk Verbeeck, maar sinds 2009 enkel door Dirk Verbeeck. De stem van Kamiel wordt ingesproken door Nico Sturm. Sinds 2009 wordt Viktor gespeeld door Philippe Liekens. Poppenspelers Dries De Win en Bert Plagman vertolken Frits en Frats. Dries De Win en Danny Timmermans spreken de stemmen in van dit duo.